# Borgoratto Mormorolo
Borgoratto Mormorolo – miejscowość i gmina we Włoszech, w regionie Lombardia, w prowincji Pawia.
Według danych na rok 2004 gminę zamieszkiwały 434 osoby, 27,1 os./km².